# Гриф (музика)

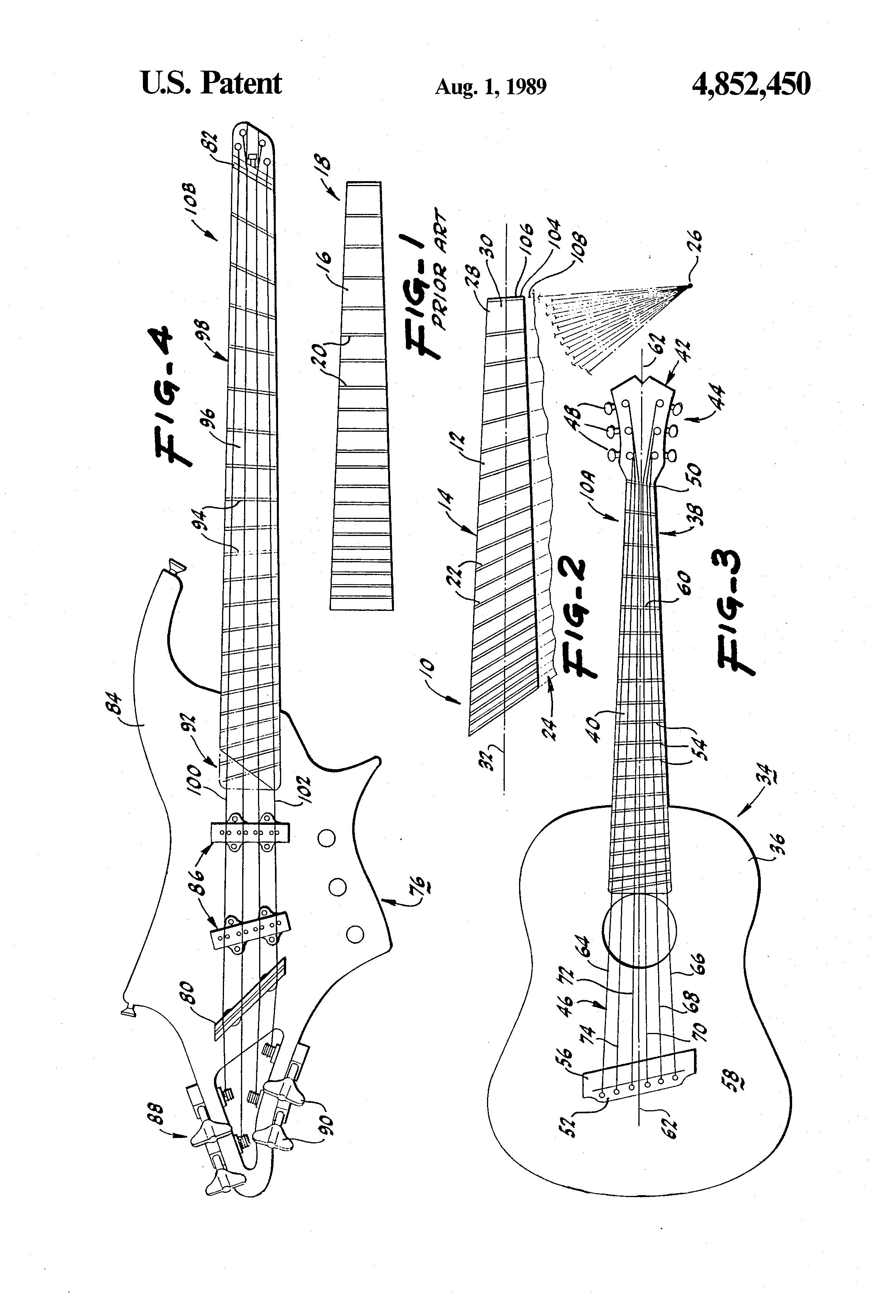
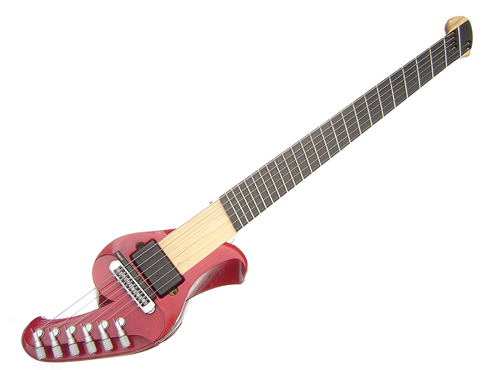

Гриф (нім. Griff — «рукоятка») — елемент деяких музичних інструментів (щипкових, смичкових і родини ручних гармонік).
1. У струнних інструментів — довга вузька частина, вздовж якої натягнуті струни[1]. В традиційній українській музиці гриф має назву — ручка (див. опис Миколи Лисенка кобзи Остапа Вересая).

| Бандура складаєть ся з недуже довгого, але широкого грифа, званого ручка.[2] |
1. У баяна, гармоніки, акордеона — деталь корпусу, до якої прикріплена клавіатура правої руки. У духових музичних інструментів — вузол вентильного механізму. В електромузичних інструментів — контактна планка, на яку виконавець натискає під час гри[3].